# Jean Brisson-Duval
Pour les articles homonymes, voir Duval.
Jean Brisson-Duval est un artiste peintre et sculpteur français, né le 10 juin 1931 à Machecoul (Loire-Atlantique) et mort le 15 décembre 1999 à Évry (Essonne).

## Œuvre
Les périodes 
- 1956-1969 : Période dite « École de Paris »
- 1969 : Les Totems (I)
- 1965 - 1973 : Période dites des « Traces »
- 1970-1978 : Période dite des "Invasions"
- 1979 - début 80 : Période des "Poèmes de Lyarne", les Totems (II)
- 1982 - 1991 : Période de l'Andalousie (Nerja)
- à partir des années 1990 : Période de l'Atelier d'Evry (Les peintures rupestres, Les Oiseaux, projet pour la Cathédrale d'Evry)

## Expositions
- 1956 : Première exposition personnelle (peintures) (Galerie Bassano, Paris)
- 1957 : Exposition personnelle (Gallery 75, New York)
- 1958 : Le groupe des 4 « Peintres d’Aujourd’hui » (Mulhouse - Gallery 75, New York - Galerie Ravenstein, Bruxelles)
- 1959 : Le groupe des 4	(Mulhouse, Orléans, Blois, Juan-les-Pins, Dijon - Galerie Landwerlin, Strasbourg - Galerie San Jorge, Madrid)
- 1960 : Groupe « Art Français Contemporain » (Galerie Motte, Genève - Gallery Buchholz, Bogota)
- 1956-1957-1958 : Salon d'automne (Paris)
- 1956-1958-1959-1960 : Salon de la Jeune Peinture (Paris)
- 1960 : « École de Paris » (Caracas, Venezuela)
- 1961 : « École de Paris » (Caracas, Venezuela)
- 1963 : « Sélection Prix Pacquement » (Museum of Modern Art, Paris)
- 1964-1965 : Le groupe des 4 (Galerie Claude Levin, Paris - Frankfurt, Baden-Baden, Mannheim)
- 1967 : Exposition personnelle présentée par un amateur d’art (Paris)
- 1968 : Exposition personnelle (Galerie Cimaise Bonaparte (Daniel Templon), Paris)
- 1969 : « École de Paris » (Tokyo)
- 1969 : Le groupe des 3	(Galerie Les Contards, Lacoste)
- 1971 : Exposition personnelle (Galerie Verdier, Lyon)
- 1972 : Exposition personnelle (Arras Gallery, New York - Art 3/72 Basle Art Fair)
- 1973 : Exposition personnelle (Galerie L’œil Écoute, Lyon - Art 4/73 Basle Art Fair, Sculpture à Saint-Étienne)
- 1979 : Illustrations du livre « Poèmes de Lyarne », Susan Wise, Édition Jean Audouin, Paris
- 1982 : Exposition collective (E.L.A.C., Lyon)
- 1982 : Totems (Midland Center for the Arts - Midland, Michigan)